# オカザイル
オカザイルは、ナインティナインの岡村隆史とEXILEによるコラボレーションユニット。英語表記は、OKAXILE。

## 概要
2007年、フジテレビのバラエティ番組『めちゃ×2イケてるッ!』（以下、めちゃイケ）の企画「岡村オファーがきましたシリーズ」第11弾から誕生したユニット。EXILEのリーダーHIROが『めちゃイケ』にラブコールを送り、企画が実現した。岡村とEXILE7人（当時）の計8人で構成される。ユニット名の命名は岡村。
『めちゃイケ』ではその後も不定期にオカザイルを扱った企画が放送された。EXILEのライブでオカザイルとしてのパフォーマンスは3度行われた。

## メンバー
オリジナルメンバー
- 岡村隆史（ナインティナイン） - パフォーマー
- HIRO（EXILE） - パフォーマー
- MATSU（EXILE） - パフォーマー
- USA（EXILE） - パフォーマー
- MAKIDAI（EXILE） - パフォーマー
- ATSUSHI（EXILE） - ボーカル
- AKIRA（EXILE） - パフォーマー
- TAKAHIRO（EXILE） - ボーカル

## 略歴

### 2007年
8月4日・5日『EXILE LIVE TOUR 2007 "EXILE EVOLUTION" 〜SUMMER TIME LOVE〜』東京ビッグサイト公演に出演。岡村は「WON'T BE LONG」のバックダンサーとしてEXPGキッズダンサーズに紛れて参加するだけであったはずが、「DANCER'S ANTHEM」のダンスパフォーマンスにも乱入。「Lovers Again」では、ボーカルのATSUSHIからマイクを力ずくで奪い取り熱唱。「Choo Choo 岡村 TRAIN」なる曲も披露した。この模様は、10月6日の『めちゃイケ』で「いい意味でヤバイっす オカザイルスペシャル」として放送された。11月10日には未公開部分が放送された。12月12日発売のEXILEのアルバム『EXILE LOVE』の付属DVDにライブ映像が収録された。

### 2011年
1月8日放送の『めちゃイケ』新春SP「新春オールスター紅白歌へた合戦」に長期休養していた岡村の復帰祝いとしてEXILEが登場。総勢15人となり、「Lovers Again」と「Choo Choo 岡村 TRAIN」を披露した。この収録後、岡村とHIROはEXILEのライブでオカザイルを4年ぶりに復活させることを約束していた。
12月11日『EXILE LIVE TOUR 2011 TOWER OF WISH』東京ドーム公演にてオカザイルが復活。休養の影響で太り気味だった岡村はHIROから出演の条件としても言い渡されていたため、この日までの1ヶ月間ダイエットを敢行していた。E-girlsに紛れ「E-Girls ANTHEM」に、EXPGキッズダンサーに紛れ「銀河鉄道999」に参加するだけだったはずが、警備員姿で乱入し「Rising 岡村 Sun」「Choo Choo 岡村 TRAIN 2011」なる曲も披露した。この模様は、2012年1月7日の『めちゃイケ』で「もうデブザイルなんて言わないでスペシャル!!」として放送された。2012年1月21日には未公開部分が放送された。2012年3月14日発売のEXILEのDVD『EXILE LIVE TOUR 2011 TOWER OF WISH 〜願いの塔〜』にライブ映像が収録された。

### 2013年
9月11日『EXILE LIVE TOUR 2013 "EXILE PRIDE"』ナゴヤドーム公演にてオカザイルが復活。HIROが年内でパフォーマー引退するため、HIRO以外のEXILEメンバーが岡村にオファー。歌舞伎の稽古やHIROへの失望により出演を拒否していたが、「EXILE PRIDE 〜こんな世界を愛するため〜」で歌舞伎十八番の助六姿で乱入。「Rising 岡村 Sun」「Choo Choo 岡村 TRAIN」「Love, Dream & Happiness」を披露した。この模様は、10月12日の『めちゃイケ』で「もうオカザイルなんてやらねえよスペシャル」として放送された。10月26日には未公開映像が放送された。2014年3月31日発売のEXILEのDVD『EXILE LIVE TOUR 2013 "EXILE PRIDE" 9.27 FINAL』にライブ映像が収録された。

### 2015年
7月25日・26日の両日に生放送された『FNS27時間テレビ めちゃ2ピンチってるッ! 1億2500万人の本気になれなきゃテレビじゃないじゃ～ん!!』内の「テレビのピンチをチャンスに変えるライブ」において復活した。この共演は岡村がHIROの元へ27時間テレビへのEXILEの全面協力を要請する為に訪れた時、HIROがMATSU・USA・MAKIDAIがパフォーマーを引退することをナインティナインの2人に打ち明けた事をきっかけにオリジナルパフォーマーとの最後のオカザイルを行う為にライブに組み込まれた。本番では、「Choo Choo TRAIN」・「Rising Sun」・「DANCER'S ANTHEM」・「EXILE PRIDE 〜こんな世界を愛するため〜」の4曲を披露した。

## 映像作品
いずれも発売元はフジテレビ、販売元はよしもとアール・アンド・シー。
|   | 発売日        | タイトル                                    |
| - | ------------- | ------------------------------------------- |
| 1 | 2013年9月14日 | めちゃ×2イケてるッ! 赤DVD 第1巻 オカザイル  |
| 2 | 2013年9月14日 | めちゃ×2イケてるッ! 赤DVD 第2巻 オカザイル2 |

発売の発端は、『めちゃイケ』にて放送された岡村の43歳の誕生日を祝う企画「スーパースター岡村感謝祭」（2013年6月29日放送）。番組に携わってきた様々な人物（めちゃイケメンバーの他、現在のスタッフ、既に番組を離れている中嶋優一、アナウンサーの佐野瑞樹、ナインティナインの元マネージャーなど）が、岡村と『めちゃイケ』に関する簡単なクイズに答えるというものだったが、番組を視聴していれば分かるにもかかわらず不正解を連発するスタッフが数名存在したため、全員正解が出ないまま企画が終了した。これにショックを受けた岡村は、スタジオを出る間際に「DVD出してやるよ!」と宣言し、8月17日放送分にて実際に発売することを発表した。番組史上初のDVDとなる。なお、同年のお台場合衆国では先行販売が行われた。

## その他
2007年、「チビザイル」と呼ばれたキッズダンサーの中には、元ももいろクローバーZの有安杏果、HappinessのMIYUU、GENERATIONS from EXILE TRIBEの小森隼などがいた。